# تاج‌آباد (آشتیان)
تاج‌آباد، روستایی در دهستان سیاوشان بخش مرکزی شهرستان آشتیان در استان مرکزی ایران است.

## جمعیت
بر پایه سرشماری عمومی نفوس و مسکن در سال ۱۳۹۵، جمعیت این روستا برابر با ۱۱۰ نفر (۳۹ خانوار) بوده‌است.